# Cristóbal Balenciaga
Cristóbal Balenciaga Eizaguirre (Guetaria, Guipúzcoa, 21 de enero de 1895 - Jávea, Alicante; 23 de marzo de 1972), conocido simplemente como Balenciaga, fue un prestigioso diseñador de moda español, fundador de la casa de moda homónima. Considerado uno de los creadores más importantes de la alta costura, desempeñó su trabajo principalmente en la ciudad de París durante más de tres décadas. Anteriormente tuvo una formación de sastre y diversas marcas propias en España. Contemporáneo de Coco Chanel y Christian Dior, es el modista de alta costura español más importante de la historia junto a Manuel Pertegaz y Elio Berhanyer.

## Biografía
Nació en la pequeña localidad vasca de Guetaria (Guipúzcoa), en España, en el seno de una familia humilde y católica. Su padre, José Balenciaga Basurto, era un pescador que murió en el mar y su madre, Martina Eizaguirre Embil, era costurera.
Desde pequeño soñaba con ser modisto y en sus ratos libres dibujaba los grandes diseños que veía. A los trece años, la VII marquesa de Casa Torres (abuela de la futura reina Fabiola de Bélgica), que veraneaba en Guetaria, se sintió conmovida ante las ansias que tenía el joven por aprender el oficio de la moda, y decidió plantearle un reto. Le entregó un trozo de tela junto a uno de sus más exclusivos vestidos, con el objetivo de que él lo copiara y demostrara su talento. El resultado contentó tanto a la marquesa, que de ahí en adelante se convirtió en su mecenas.
Durante los años 1918-1924 se juntó con las hermanas Lizaso, y formaron la casa Balenciaga Lizaso. Finalmente se separaron a causa de una discusión.
Tras unos años de incipiente éxito, Balenciaga abrió una tienda llamada Eisa (como homenaje a su apellido materno) en San Sebastián, en 1919, que se expandiría hacia Madrid y Barcelona. La Familia Real española y la aristocracia llevaban sus diseños. Cuando estalló la guerra civil española, se vio forzado a cerrar sus tiendas, y se trasladó a París. Balenciaga abrió su taller parisino en la avenida George-V en agosto de 1937.
Impuso un estilo totalmente innovador, presentando una línea de hombros caídos, cintura pinzada y caderas redondas. Es a partir de los años 1950 cuando empieza a ser reconocido y despliega toda su creatividad.
Al contrario que muchos diseñadores, que abocetaban sus creaciones pero no las confeccionaban, Cristóbal Balenciaga tuvo un pleno dominio de la costura y del manejo de tejidos. Coco Chanel llegó a afirmar:

Es el único de nosotros que es un verdadero couturier (costurero)
Coco Chanel

Manifestó predilección por los tejidos con peso, que se enriquecían con bordados a mano, lentejuelas o pedrería.
Destacan los vestidos negros, los abrigos cuadrados sin cuello ni botones, la manga japonesa, el vestido túnica o los impermeables transparentes.

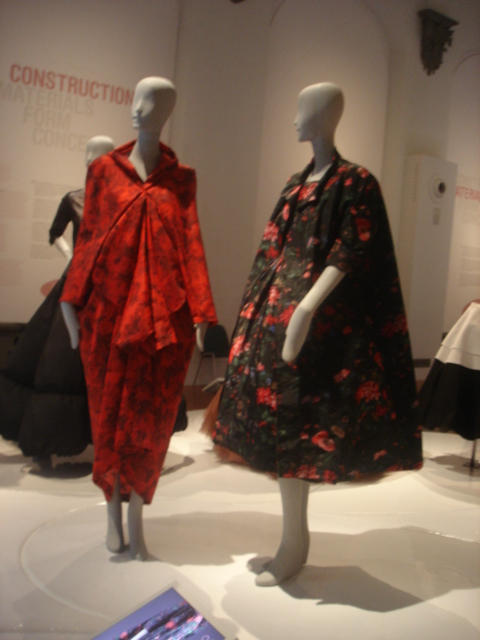
Vestidos diseñados por Cristóbal Balenciaga.

Balenciaga era capaz de montar un vestido con un paño de tela, sin apenas cortes ni costuras, en poquísimo tiempo. Su habilidad en crear volúmenes y formas fue asombrosa; daba a las prendas un acabado perfecto, casi escultórico, encubriendo todas las botonaduras y puntadas de hilo. Su nivel de exigencia le llevaba a desarmar un vestido entero si no quedaba a su plena satisfacción. Creaba diseños exclusivos para sus mejores clientas sin necesidad de pruebas; la misma Marlene Dietrich afirmó que Balenciaga conocía sus medidas y que ninguno de sus vestidos exigió retoques.
Fue un apasionado de los grandes maestros de la pintura española, especialmente de Velázquez y Goya, aunque sus modelos también muestran influencias cubistas. Se ha dicho que su percepción de la mujer era más japonesa que occidental. Por ejemplo, aunque sus modelos no resultan eróticos a los ojos occidentales —porque son unos volúmenes que encierran o protegen a la mujer— destacan mucho la nuca, un elemento muy erótico en Japón.
La lista de sus clientas de la alta sociedad y del mundo del espectáculo es muy larga. Además de Marlene Dietrich incluye a Greta Garbo, Grace Kelly, Ava Gardner, Audrey Hepburn, Jackie Kennedy... Hizo los vestidos de boda de su majestad la reina Fabiola de Bélgica (ahora conservado en el Museo Balenciaga de Guetaria) y de la duquesa de Cádiz (ahora en la colección del Museo del Diseño de Barcelona). Una de sus principales admiradoras y cliente fue la millonaria estadounidense Rachel L. Mellon, para quien realizó cientos de piezas, actualmente en el Museo Balenciaga en Guetaria.
Era una figura legendaria en el mundo de la moda y de la alta sociedad, no solo por sus diseños sino también por su carácter reservado y su método de trabajo riguroso y discreto. Recibía a sus clientes mediante cita previa y organizaba desfiles privados. No le gustaban las multitudes ni la vida mundana. Guardó con celo su vida privada. 
Uno de sus últimos trabajos fue el uniforme de las azafatas de Air France; este fue el único acercamiento que tuvo al prêt-à-porter. Compartió la actitud de Chanel y lo rechazó desde los inicios. Sin embargo, Chanel accedió a crear colecciones prêt-à-porter y Balenciaga, no.
Balenciaga decidió retirarse tras cincuenta años en activo, en 1968, con la llegada del prêt-à-porter. Por tanto Balenciaga siempre creó alta costura y nunca prêt-à-porter, por eso es considerado por muchos como el verdadero padre de la alta costura. Francia, agradecida, le nombró caballero de la Legión de Honor.
Sin embargo, Balenciaga tuvo problemas durante su apogeo. En un principio se negó a unirse a la Chambre Syndicale de la Haute Couture debido a que rechazaba sus exigencias, pero al poco se unió al sindicato. En 1956, decidió separarse del calendario oficial de desfiles acordado por la Chambre y comenzó a presentar sus colecciones a la prensa justo antes de enviarlas a sus clientes, para evitar copias y ganar en visibilidad, por lo que fue expulsado de la cámara. Desde entonces sus diseños, a pesar de ser de «alta costura», no lo fueron en el sentido legal; así, para la Chambre Syndicale de la Haute Couture, Balenciaga formó parte de los modistos de alta costura.
Balenciaga definió la profesión de modisto como sigue:

Un buen modisto debe ser: arquitecto para los patrones, escultor para la forma, pintor para los dibujos, músico para la armonía y filósofo para la medida.
Cristóbal Balenciaga

### Retirada y fallecimiento

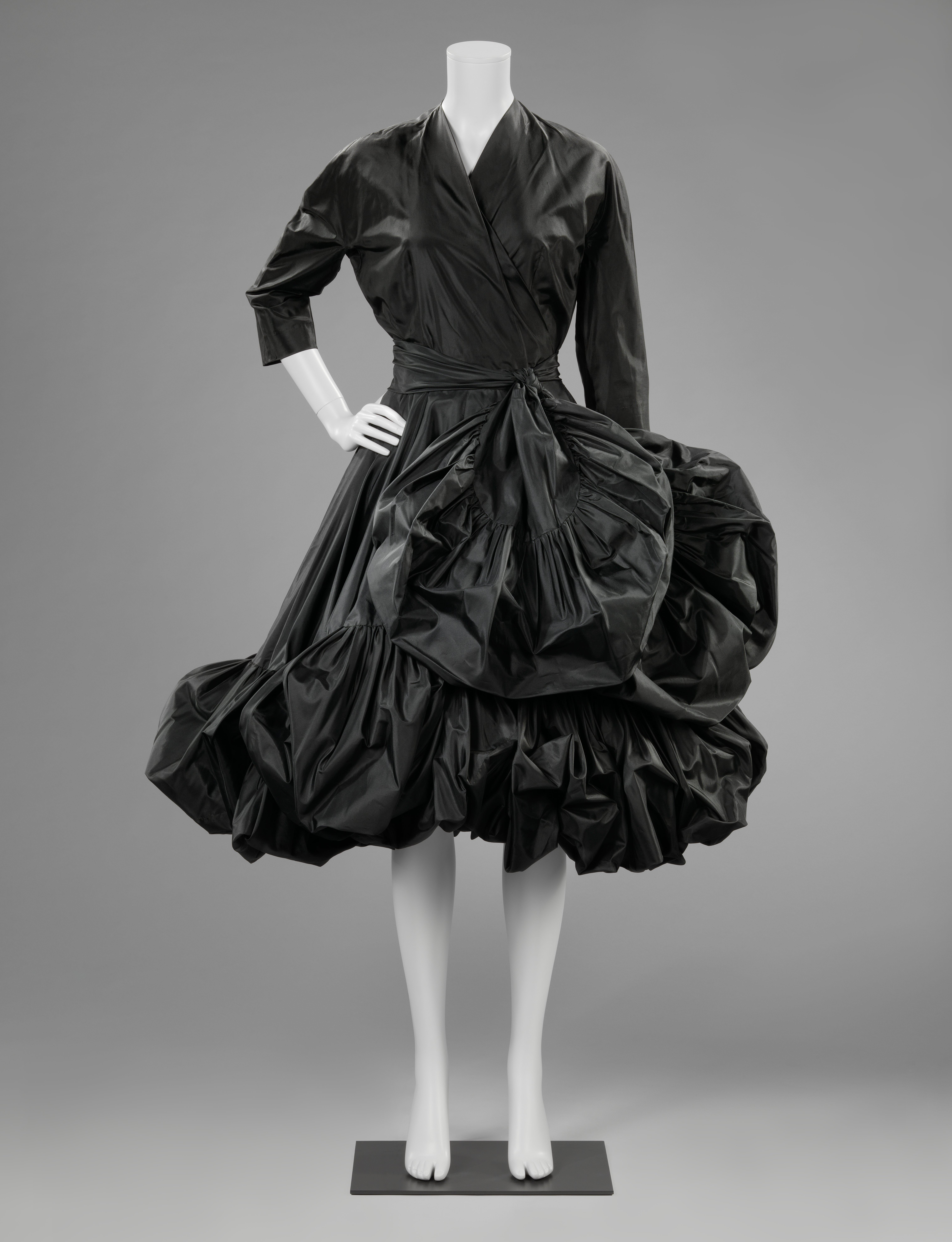
Vestido de cóctel de tafetán negro diseñado por Balenciaga en 1951.

Balenciaga se retiró del mundo de la alta costura en 1968. Primero decidió retirarse de la vida activa en mayo de 1968 y, un par de meses más tarde, el 1 de julio, los periódicos daban la noticia del cierre de su casa central en París y de sus talleres de Madrid. El cierre de su empresa fue por sorpresa, como un golpe de efecto; ni sus empleados lo sabían.
Fueron razones de índole económica las que forzaron a Balenciaga a cerrar su negocio, básicamente, la pérdida de rentabilidad del negocio de la alta costura. Por un lado, la fuerte carga impositiva de los impuestos franceses se comía la mayor parte de los beneficios y, por otro, los estadounidenses dejaron de comprar alta costura francesa, en buena medida por la política antiestadounidense del general De Gaulle. Los estadounidenses habían llegado a suponer cerca de 70 por ciento de la clientela de Balenciaga.
Balenciaga regresó a España. Terminó sus días viviendo en su casa de Jávea, donde le gustaba pintar, conversar y comer en la compañía de algunos de sus ayudantes españoles.
Excepcionalmente, cuatro años después de su retirada, aceptó el encargo de diseñar un vestido, el de novia de Carmen Martínez-Bordiú, hija de una de sus clientas más importantes, Carmen Franco y Polo y, por lo tanto nieta del general Francisco Franco. La boda se celebró el 8 de marzo de 1972, siendo el vestido de Martínez-Bordiu la última obra de Balenciaga.
Ese mismo mes de marzo de 1972, Balenciaga fue a pasar unas vacaciones al parador nacional de turismo de Jávea, en Alicante. No estaba enfermo, ni se le conocía ningún padecimiento grave, pero el 23 de marzo sufrió un infarto de miocardio inesperadamente, seguido de un paro cardíaco. Tenía 77 años de edad en el momento de su fallecimiento. Fue enterrado en Guetaria, su localidad natal.

## Legado

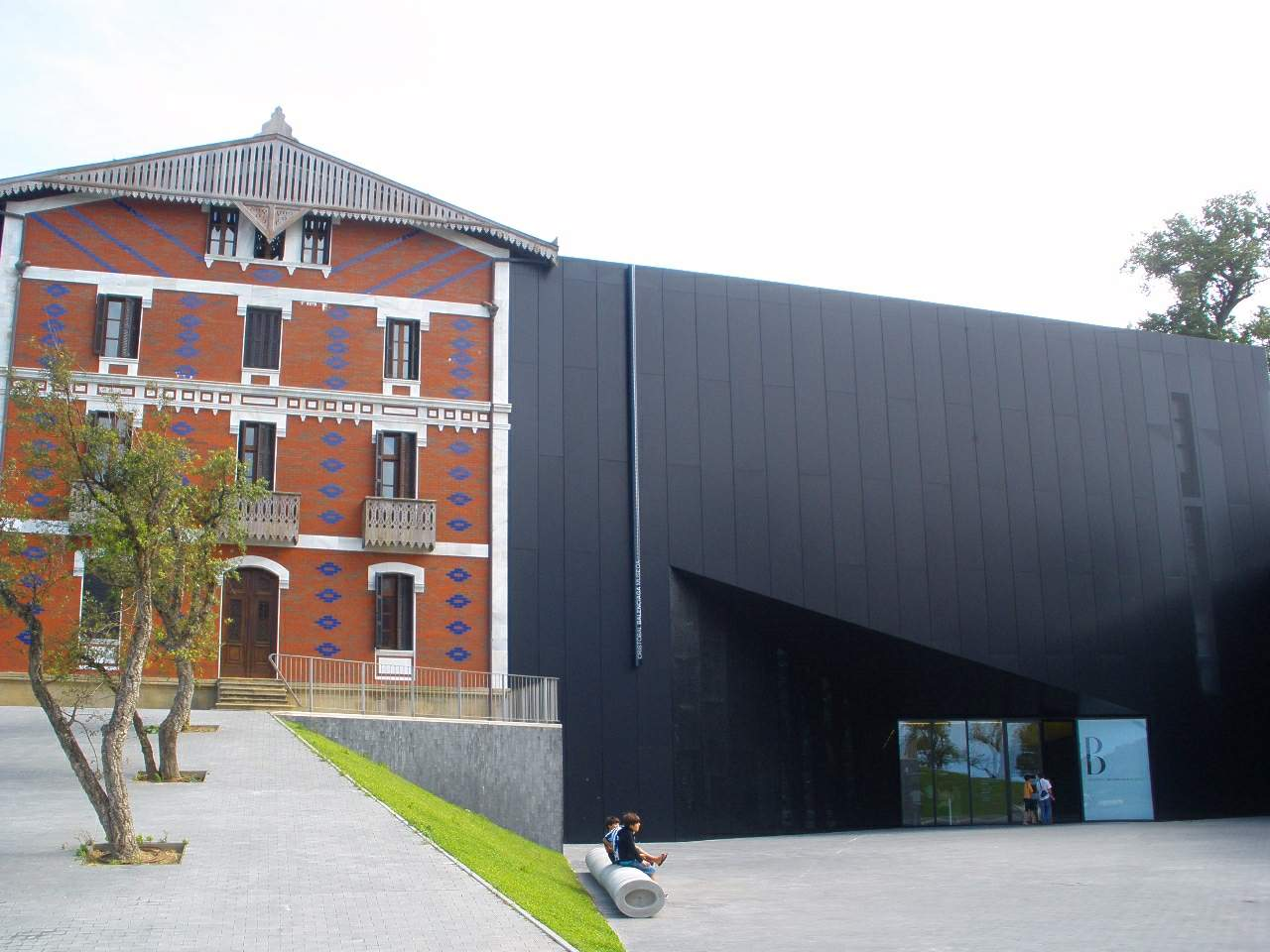
El Museo Balenciaga en Guetaria.

El cierre de la casa de alta costura de Balenciaga en 1968 no supuso la desaparición de la "marca Balenciaga". La marca estuvo inactiva hasta 1986, cuando Jacques Bogart S. A. adquirió los derechos de la marca a los herederos de Balenciaga.
Aunque desligada de la figura de su creador, Balenciaga se ha mantenido activa en el mundo de la moda desde entonces hasta la actualidad. Comprende productos de alta costura, prêt-à-porter, perfumería, joyas y otros complementos. La empresa Balenciaga se ha mantenido activa principalmente en la gama de perfumería y accesorios. En la actualidad, los bolsos Balenciaga son unos de los más deseados por las fashion victims. Otro de los objetos de deseo de la firma Balenciaga son sus zapatos, por su gran originalidad en el diseño. En las colecciones históricas del Museu Tèxtil i d'Indumentària destaca la de sombreros y tocados de Balenciaga, por su gran variedad de formas.
En el taller de Cristóbal Balenciaga se formaron muchos modistos, algunos de los cuales alcanzarían fama internacional y llegarían a tener firma propia. Entre estos se cuentan Paco Rabanne, André Courrèges, Emanuel Ungaro, Hubert de Givenchy u Óscar de la Renta.
Su obra ha sido objeto de numerosas exposiciones museísticas, empezando por una exposición antológica que le brindó el Museo Metropolitano de Nueva York en 1973 (The World of Balenciaga), que se exhibió durante siete meses, con 180 modelos expuestos. Los trajes de Balenciaga se acompañaron de pinturas de Goya, Velázquez, El Greco, Zuloaga, Miró o Picasso, en las cuales se habían inspirado los diseños del modisto vasco. Fue la primera vez que un museo de arte de la categoría del Museo Metropolitano de Nueva York ascendía vestidos a la categoría de obras de arte. En España se celebró también una exposición homónima, El mundo de Balenciaga, que se instaló en las salas nobles del Palacio de Biblioteca y Museos Nacionales de Madrid.
En su localidad natal se estableció una fundación con el objetivo de crear un museo dedicado a su figura. Tras numerosos problemas y soslayado el proceso judicial sobre presuntas irregularidades en su gestión, se inauguró finalmente en Guetaria el 10 de junio de 2011 el Museo Balenciaga. El museo cuenta con unas 1200 piezas, aunque solo una parte se muestra simultáneamente. Las obras están expuestas sobre maniquíes invisibles.
Su amigo, el escultor Eduardo Chillida, le hizo una escultura-homenaje llamada Homenaje a Balenciaga.
La ciudad de San Sebastián le rinde también homenaje con un paseo, que se sitúa en el barrio de Igueldo, donde Balenciaga tuvo una casa.

## Presencia en museos
El Museo Balenciaga, abierto al público en Guetaria, posee una colección de unas 1200 piezas. El Museu Textil i d'Indumentària del Disseny Hub Barcelona tiene una extensa colección de vestidos y complementos (especialmente sombreros) de Balenciaga. El Museo del Traje de Madrid también tiene una colección de moda que incluye vestidos de Balenciaga.